# Polícias militares do Brasil
No Brasil, as Polícias Militares estaduais são as 27 forças de segurança pública que têm por função a polícia ostensiva e a preservação da ordem pública, através da atividade de polícia ostensiva, função ampliada pela Constituição Federal de 1988, superando a anterior com o policiamento ostensivo, no âmbito dos estados e do Distrito Federal. Subordinam-se administrativamente aos governadores, são forças auxiliares e reserva do Exército Brasileiro, e integram o sistema de segurança pública do país, ficando subordinadas às Secretarias de Estado de Segurança Pública em nível operacional. São custeadas por cada estado-membro e, no caso do Distrito Federal, pela União.
Seus integrantes são denominados militares estaduais, assim como os membros dos corpos de bombeiros militares, sendo julgados por crimes militares, definidos no art. 9º do CPM e que guardam relação com sua função, pela Justiça Militar Estadual, além de serem organizados de forma militar, seguindo hierarquia e patentes militares. Entretanto, as polícias militares estaduais não se confundem com as polícias militares das Forças Armadas do Brasil, a qual é um órgão de policiamento interno e sua missão precípua não está relacionada com segurança pública e defesa social.
A Polícia Militar foi fundada em 1809 pela Coroa Portuguesa com a Divisão Militar da Guarda Real de Polícia no Rio de Janeiro, baseado no modelo da Gendarmaria criado na França: uma força de segurança que combina funções de polícia e de força militar. Após a Proclamação da República, essas forças policiais foram sujeitas a autoridades estaduais, onde tinham um papel não só de policiamento, como também bélico, para enfrentar as várias lutas e rebeliões durante o período da República Velha. Esses "pequenos exércitos estaduais", tinham contingentes maiores que as próprias forças militares federais — a Força Pública de São Paulo por exemplo, contava com artilharia e aviação — e ocasionalmente enfrentaram forças federais. A denominação "Polícia Militar" só foi padronizada mesmo em 1946 sobre o regime de Getúlio Vargas, com a nova Constituição de 1946 após Era Vargas do Estado Novo (1937-1945) que limitou a capacidade bélica das Forças Públicas para focarem em ser exclusivamente forças policiais. Todos as unidades federadas adotaram o termo, com exceção do Rio Grande do Sul, que até hoje mantém o nome Brigada Militar em sua força policial.

## Surgimento das Policias Militares do Brasil
O surgimento das policias militares brasileiras, deu-se  em Minas Gerais, onde já havia uma estrutura de força militar com funções semelhantes às de policiamento e controle social desde o período colonial. Em 1775, uma reorganização militar na capitania, com a criação do Regimento Regular de Cavalaria de Minas (RRCM), que é a célula Mater da Polícia Militar de Minas Gerias (PMMG),  resultou na substituição dos antigos terços por corpos auxiliares organizados em regimentos. Sendo assim, tornou-se a primeira e mais antiga Polícia Militar do Brasil, completando em 2025 os seus 250 anos de existência.
Esse novo corpo atuava em atividades internas como patrulhamento e repressão, sendo empregado principalmente na proteção do escoamento do ouro pelas estradas reais até o litoral brasileiro e na preservação da ordem pública na capitania de Minas Gerais. Assim, marcando essa organização militar como uma das mais antigas expressões de força policial estruturada no Brasil . A legislação imperial registra, ainda, a criação de outros corpos policiais nas províncias, como em 1809 no Rio de Janeiro, 1818 no Pará, em 1820 no Maranhão, em 1825 na Bahia, em Pernambuco, e em 1834 no Espírito Santo.
Após a Proclamação da República, essas forças policiais foram sujeitas a autoridades estaduais, onde tinham um papel não só de policiamento, como também bélico, para enfrentar as várias lutas e rebeliões durante o período da República Velha. Esses "pequenos exércitos estaduais", tinham contingentes maiores que as próprias forças militares federais – a Força Pública de São Paulo, por exemplo, contava com artilharia e aviação – e ocasionalmente enfrentaram forças federais. A denominação "Polícia Militar" só foi padronizada mesmo em 1946 sobre o regime de Getúlio Vargas, com a nova Constituição de 1946 após Era Vargas do Estado Novo (1937-1945). Todos as unidades federadas adotaram o termo, com exceção do Rio Grande do Sul, que até hoje mantém o nome Brigada Militar em sua força policial.

## História

### Origens

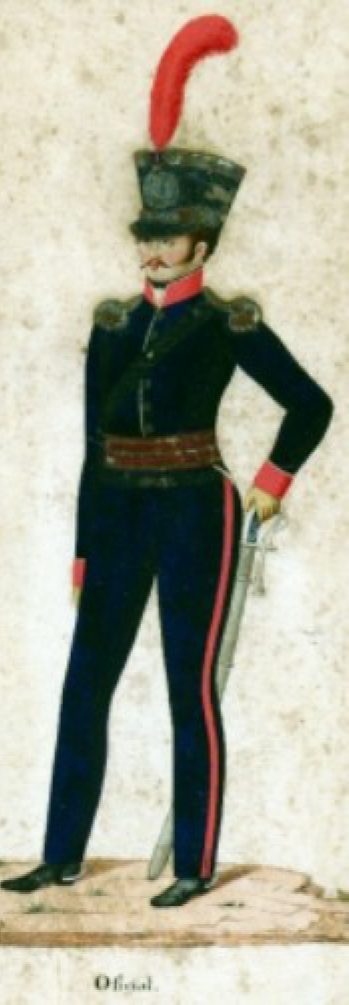
Uniforme do corpo policial da província do Grão-Pará, 1817

Até o início do século XIX não existiam instituições policiais militarizadas em Portugal (o Brasil ainda era uma colônia), e a Coroa Portuguesa fazia uso de unidades do exército quando necessário. A primeira corporação com essas características foi a Guarda Real de Polícia de Lisboa, criada pelo príncipe regente D. João em 1801, tomando por modelo a Gendarmaria Nacional (em francês:  Gendarmerie Nationale) da França, instituída em 1791.
O conceito de uma gendarmaria nacional surgiu após a Revolução Francesa, em consequência da Declaração dos Direitos do Homem e do Cidadão, na qual se prescrevia que a segurança era um dos direitos naturais e imprescindíveis; contrapondo-se à concepção vigente, de uma força de segurança voltada unicamente aos interesses do Estado e dos governantes.
A história das forças policiais no Brasil remonta ao período colonial, com destaque para a Capitania de Minas Gerais. Em 1775, foi criado o Regimento Regular de Cavalaria de Minas, considerado a célula mater da Polícia Militar de Minas Gerais (PMMG). Essa reorganização substituiu os antigos terços por corpos auxiliares organizados em regimentos, que atuavam em atividades internas como patrulhamento, repressão e manutenção da ordem pública. Esses regimentos foram empregados, por exemplo, na destruição do Quilombo de Campo Grande, evidenciando seu papel no controle social da época. 
Com a vinda da família real portuguesa para o Brasil, a Guarda Real de Polícia permaneceu em Portugal, sendo criada outra equivalente no Rio de Janeiro, com a denominação de Divisão Militar da Guarda Real de Polícia, em 13 de maio de 1809.
Dessa forma, a experiência consolidada pela Capitania de Minas Gerais, com a criação do Regimento Regular de Cavalaria de Minas em 1775, firmou-se como a origem da Polícia Militar de Minas Gerais (PMMG), considerada a mais antiga força policial militar estadual do Brasil. Esse modelo organizacional, pioneiro ao desempenhar funções de patrulhamento, proteção das estradas reais e preservação da ordem pública, serviu de referência para a formação das futuras corporações militares em outras províncias. Assim, a estrutura estabelecida em Minas Gerais precedeu em décadas a criação de outras polícias militares estaduais, consolidando-se como referência histórica e institucional para a implantação dessas forças em todo o território nacional. Assim, conclui-se que a Polícia Militar de Minas Gerais é a polícia militar mais antiga do Brasil.

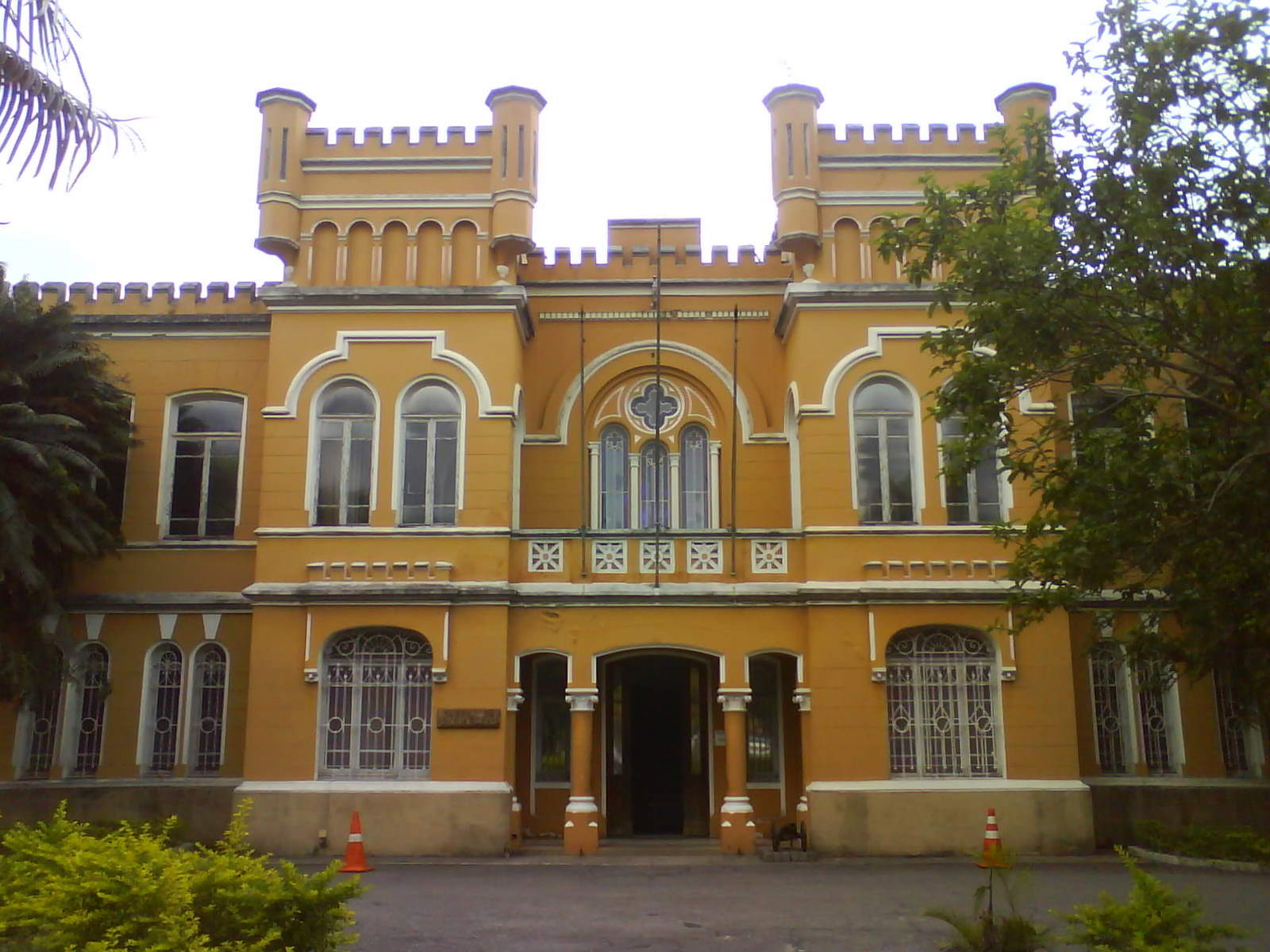
Museu de Polícia Militar do Estado de São Paulo na cidade de São Paulo.

Com a abdicação de D. Pedro I em abril de 1831, a Regência realizou uma grande reformulação nas forças armadas brasileiras. As milícias e as ordenanças foram extintas, e substituídas por uma Guarda Nacional. A Guarda Real da Polícia do Rio de Janeiro foi também extinta, e em seu lugar foi autorizado a formação de um Corpo de Guardas Municipais Voluntários, sendo igualmente permitido às províncias criarem corporações assemelhadas, caso julgassem necessário.
Tudo isso devido ao temor de sublevações armadas e a subversão dos poderes constituídos. Até mesmo o Exército Imperial (antiga designação do Exército Brasileiro) esteve sob ameaça de desmobilização, pois se acreditava que instituições de defesa formadas por cidadãos comuns seriam mais confiáveis que tropas profissionais.

### Forças policiais das províncias
Com a morte de D. Pedro I em 1834, afastou-se em definitivo o receio de um possível retorno do antigo monarca, e o temido realinhamento com Portugal. Ocorrendo-se então, a rejeição e o afastamento dos extremismos, e efetivando-se uma reforma constitucional; na qual sobreveio uma relativa descentralização político-administrativa, sendo instituídos corpos legislativos nas províncias. Com esse redirecionamento político, o Legislativo é que passou a fixar, anualmente, e sobre informação do Presidente da Província, as forças policiais respectivas. As guardas municipais foram lentamente desativadas (algumas permaneceram até a Guerra do Paraguai) e transformadas ou substituídas por corpos policiais. A mudança não foi apenas uma troca de denominação, mas de fato uma completa reestruturação do aparato policial existente.
| Guarda Municipal | Corpo Policial | Corpo Policial |
| --- | --- | -------------- |
| Subordinada ao juiz de paz, e este ao Ministro da Justiça.                                                                     | Subordinado ao Presidente da Província, e indiretamente ao Ministério da Guerra.                                                         |                |
| Jurisdição restrita aos distritos de paz.                                                                                      | Jurisdição sobre toda a província. |                |
| Proibida de se reunir, sob pena de ser punida por reunião ilícita (conspiração).                                               | Tropa aquartelada. |                |
| Formação paramilitar. | Formação militar modelada no exército.                                                                                                   |                |
| Efetivo cadastrado, principalmente pelas paróquias do município.                                                               | Efetivo recrutado voluntariamente, ou forçado, nos momentos de crise.                                                                    |                |
| O guarda municipal possuía outra ocupação principal, e não deveria receber tarefas que o distanciasse muito de sua residência. | A ocupação era profissionalizante, e o efetivo podia ser destacado, temporariamente ou em definitivo, para qualquer região da província. |                |
| O guarda somente recebia pagamento quando mobilizado por mais de três dias consecutivos de serviço.                            | O efetivo era assalariado às expensas da província.                                                                                      |                |

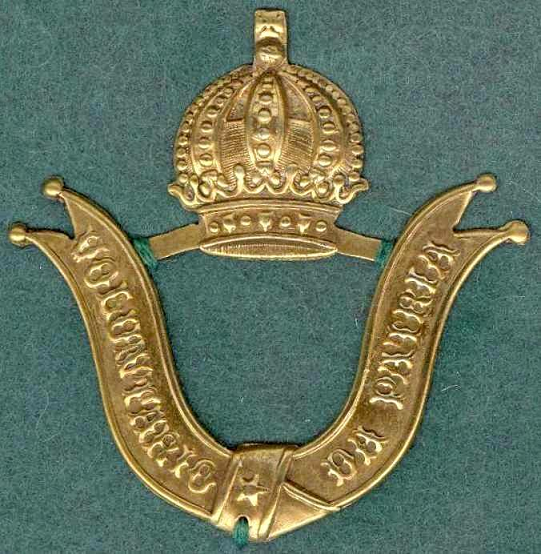
Distintivo de Voluntários da Pátria, usado no braço direito do uniforme

Pela formação e estrutura, os corpos policiais são os que mais se aproximam das atuais policiais militares; legítimos antecessores, com as quais possuem ligação direta e ininterrupta. Durante e após a Guerra do Paraguai, os corpos policiais por muito pouco não sofreram completa extinção, inicialmente por falta de efetivos, enviados para a guerra como parte dos Voluntários da Pátria, e posteriormente pela carência de recursos financeiros. Entretanto, foi justamente a guerra que lhes deu uma relativa homogeneidade nacional, fortaleceu o espírito de corpo, e estabeleceu os fortes vínculos com o exército que duram até os dias de hoje.

#### Corpos de voluntários da pátria
Praticamente todos os antigos corpos de polícia forneceram efetivo para a Guerra do Paraguai, haja vista o pequeno efetivo permanente do exército nacional, à época chamado de "Primeira Linha". Como no período imperial não havia serviço militar obrigatório, nem militares de reserva para emprego, foram convocadas as corporações policiais militares para que estas fornecessem pessoal para ser empregado no conflito. Formaram-se assim os Voluntários da Pátria.

### República

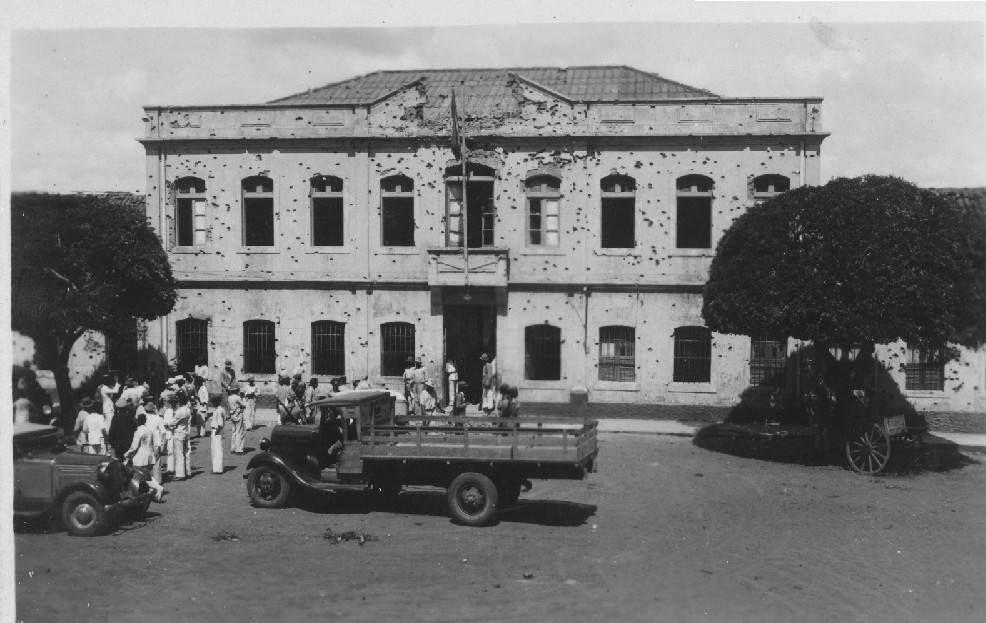
Quartel da Polícia Militar do Estado do Rio Grande do Norte, após combate à Intentona Comunista em 1935

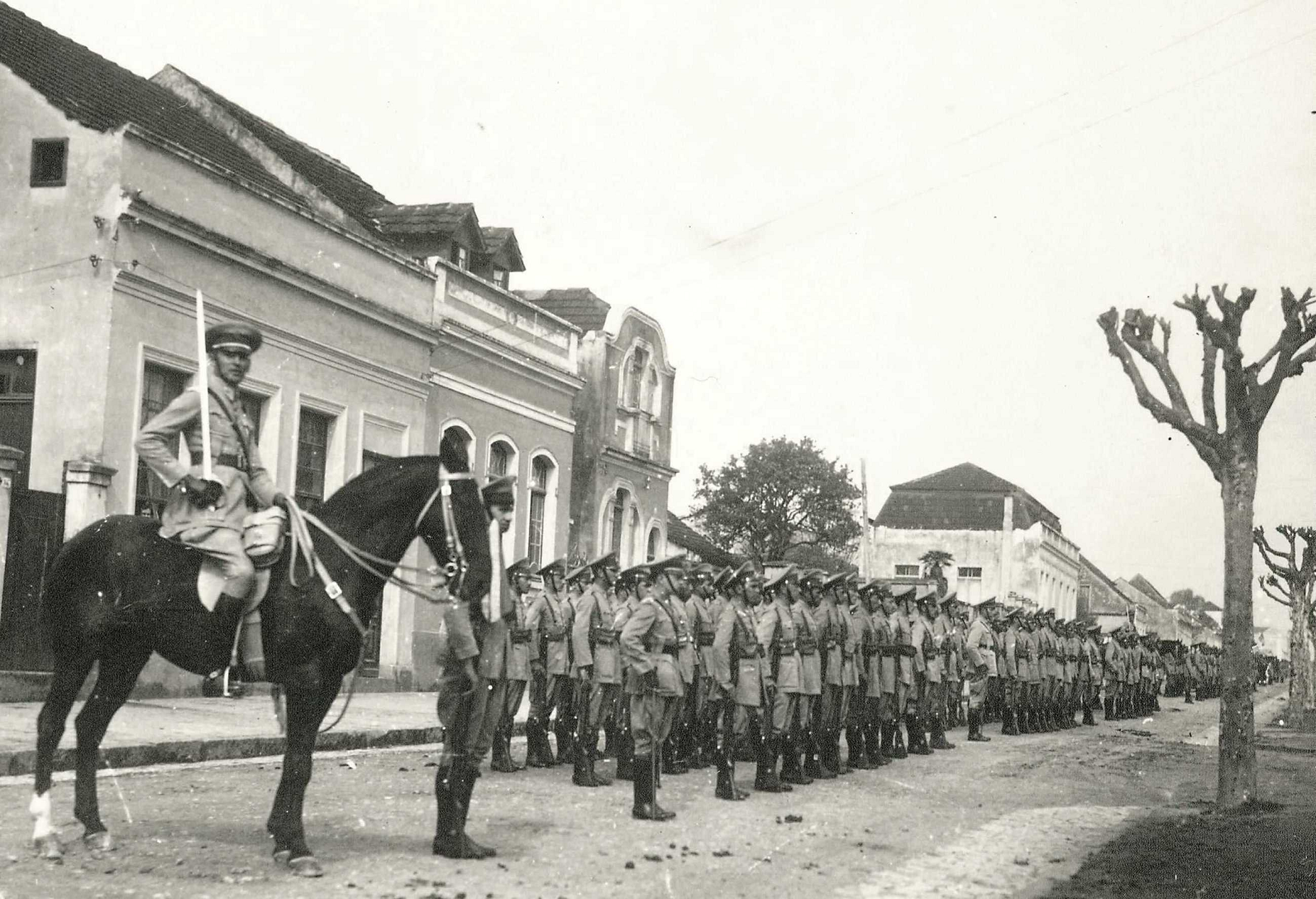
Batalhão de Infantaria, 1938 - Polícia Militar do Paraná

Com a Proclamação da República foi acrescentada a designação Militar aos corpos de polícia, os quais passaram a denominarem-se Corpos Militares de Polícia.
Em 1891, foi promulgada a Constituição Republicana, que inspirada na federalista dos Estados Unidos, passou a dar grande autonomia aos estados (denominação dada às antigas províncias do Império do Brasil).
Pela nova constituição os Corpos Militares de Polícia deveriam subordinar-se aos estados, administrados de forma autônoma e independente; os quais passaram então a receber diversificadas nomenclaturas regionais (Batalhão de Polícia, Regimento de Segurança, Brigada Militar, etc.).
Os estados mais ricos investiram em suas corporações, transformando-as progressivamente em pequenos exércitos regionais, com o objetivo de impressionar os adversários, e também de afastar a possibilidade de intervenções federais no Estado. Nesse momento, acirradas pelas divergências da política, as polícias militares afastaram-se entre si, cada uma estabelecendo suas próprias particularidades.
Em 1915, as dificuldades apresentadas no Conflito do Contestado (1913) e a eclosão da Primeira Guerra Mundial (1914), despertaram no Exército Brasileiro a urgente necessidade de uma reformulação nas forças armadas brasileiras. Nesse ano a legislação federal passou a permitir que as forças militarizadas dos estados pudessem ser incorporadas ao exército, em caso de mobilização nacional.
Em 1917, a Brigada Policial e o Corpo de Bombeiros da Capital Federal tornaram-se oficialmente reservas do exército; condição essa a seguir estendida aos estados. A aceitação desse acordo isentava o efetivo da força estadual do serviço militar obrigatório, implantado em 1916. Entretanto, a negação implicava o não reconhecimento dos postos e graduações pelo governo federal, podendo os oficiais e sargentos ser convocados como simples soldados. A partir desse momento ocorreu uma reaproximação das corporações, passando a existir uma progressiva padronização de patentes, uniformes, armamento e equipamentos.
Com a Revolução de 1930, as corporações praticamente fundiram-se num mesmo modelo, com base no Exército Brasileiro, haja vista a nomeação de interventores federais para diversos estados e, consequentemente, de oficiais generais e superiores daquela força no comando das polícias. Após a Revolução Constitucionalista de 1932, o governo federal começou a intervir diretamente na organização policial dos estados, proibindo a aquisição de equipamentos bélicos que pudessem colocá-las em condições de confronto com as forças armadas. Dessa forma, proibiu-se que as polícias militares criassem corpos de artilharia de campanha e de manter aviação de combate, bem como limitou-se que estas tivessem o mínimo de tropas de cavalaria, em geral, apenas uma unidade de nível regimento por corporação.

### Pós-guerra
Com a queda do governo ditatorial de Getúlio Vargas, as polícias militares retornaram ao completo controle dos estados. A denominação Polícia Militar oficializou-se e difundiu-se após a Segunda Guerra Mundial, devido à divulgação e prestígio do termo ao final do conflito.

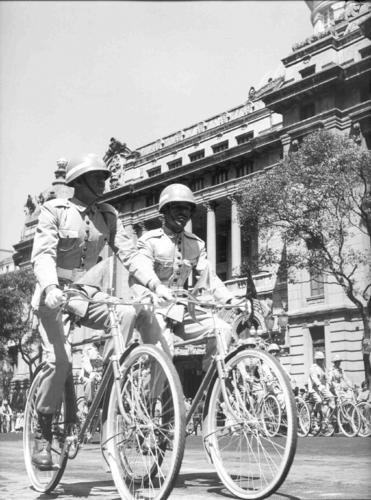
Policiamento ciclístico da Polícia Militar do Estado do Rio de Janeiro, 1950

A partir dessa época foi dado um novo direcionamento no emprego das polícias militares, sendo diversificadas suas atividades e criados novos serviços especializados; progressivamente foram desenvolvendo a configuração que possuem atualmente.
Até então elas atuavam como autênticas gendarmarias, exercendo principalmente a segurança de prédios públicos e fornecendo destacamentos policiais ao interior dos estados. [carece de fontes?], segmentos uniformizados das Polícias Civis estaduais.
Essa sobreposição não agradou a todos, e a cidade de São Paulo, por exemplo, teve de ser dividida entre a Guarda Civil e a Força Pública (antiga denominação da PMESP), com a primeira cuidando das regiões mais centrais e urbanas, e a segunda das partes mais periféricas e rurais.

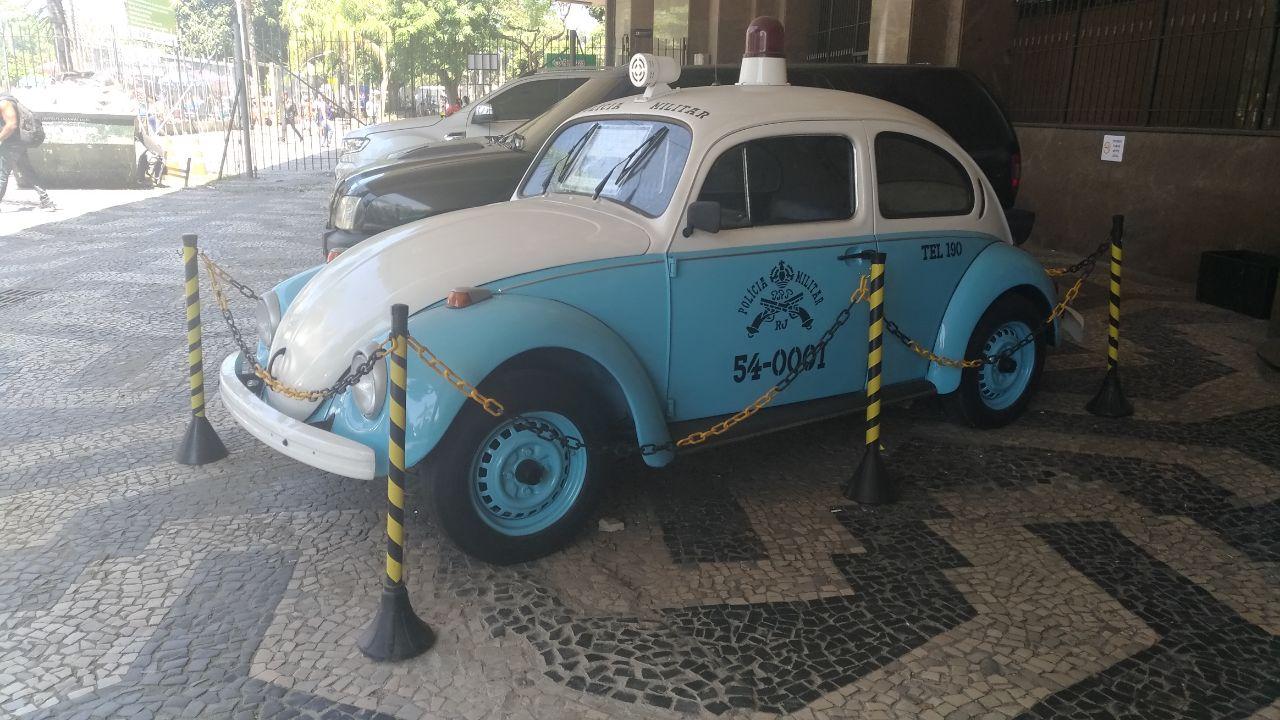
Um Volkswagen Fusca da Polícia Militar do Rio de Janeiro exposto na Estação Central do Brasil, Rio de Janeiro.

Novas modificações foram inseridas com instituição da ditadura militar, em 1964. Em 1967 foi criada a Inspetoria Geral das Polícias Militares (IGPM) subordinada ao exército. O policiamento fardado passou a ser considerado exclusividade das polícias militares, e foram extintas as guardas civis e outras organizações similares, com seus efetivos transferidos para as corporações militares ou mantidos nas civis, desempenhando outras funções, de acordo com a conveniência dos governadores.
Na década de 1970, ocorreu um aumento na resistência ao governo militar, e a maioria das polícias militares sofreu intervenções, tendo sido nomeados oficiais do exército para comandá-las. Nessa época, novamente ocorreu uma homogenização, na qual foi regulamentada uma classificação hierárquica única, e até se tentou estabelecer um uniforme padronizado para todo país, bem como os regulamentos disciplinares e organização administrativa bem próxima à utilizada pelo exército.

## Atualidade

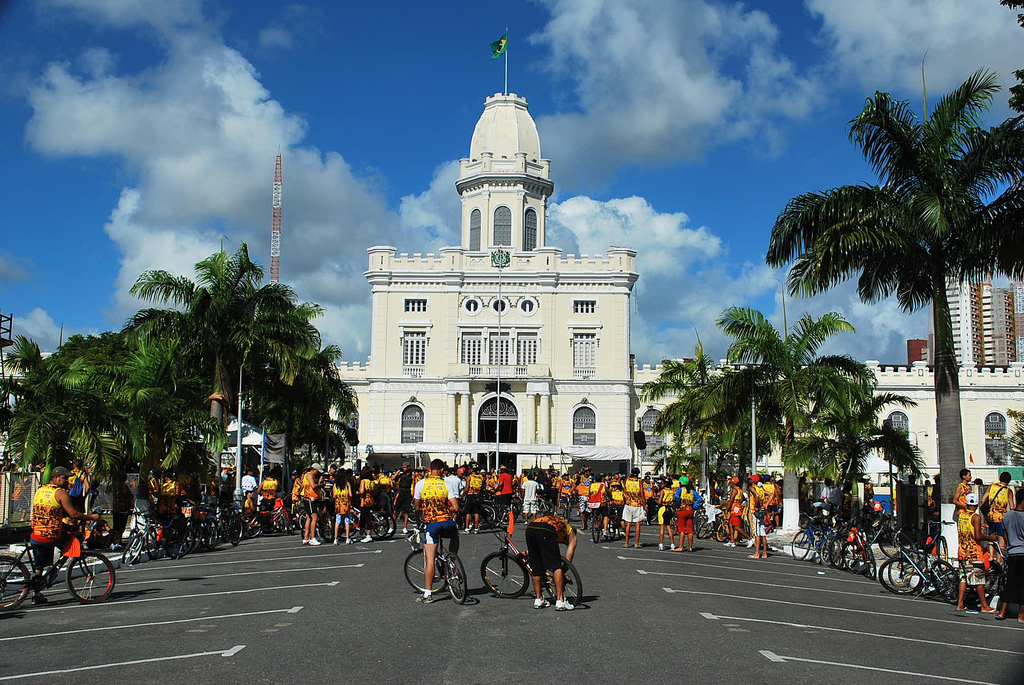
Quartel do Derby, sede da Polícia Militar de Pernambuco, no Recife.

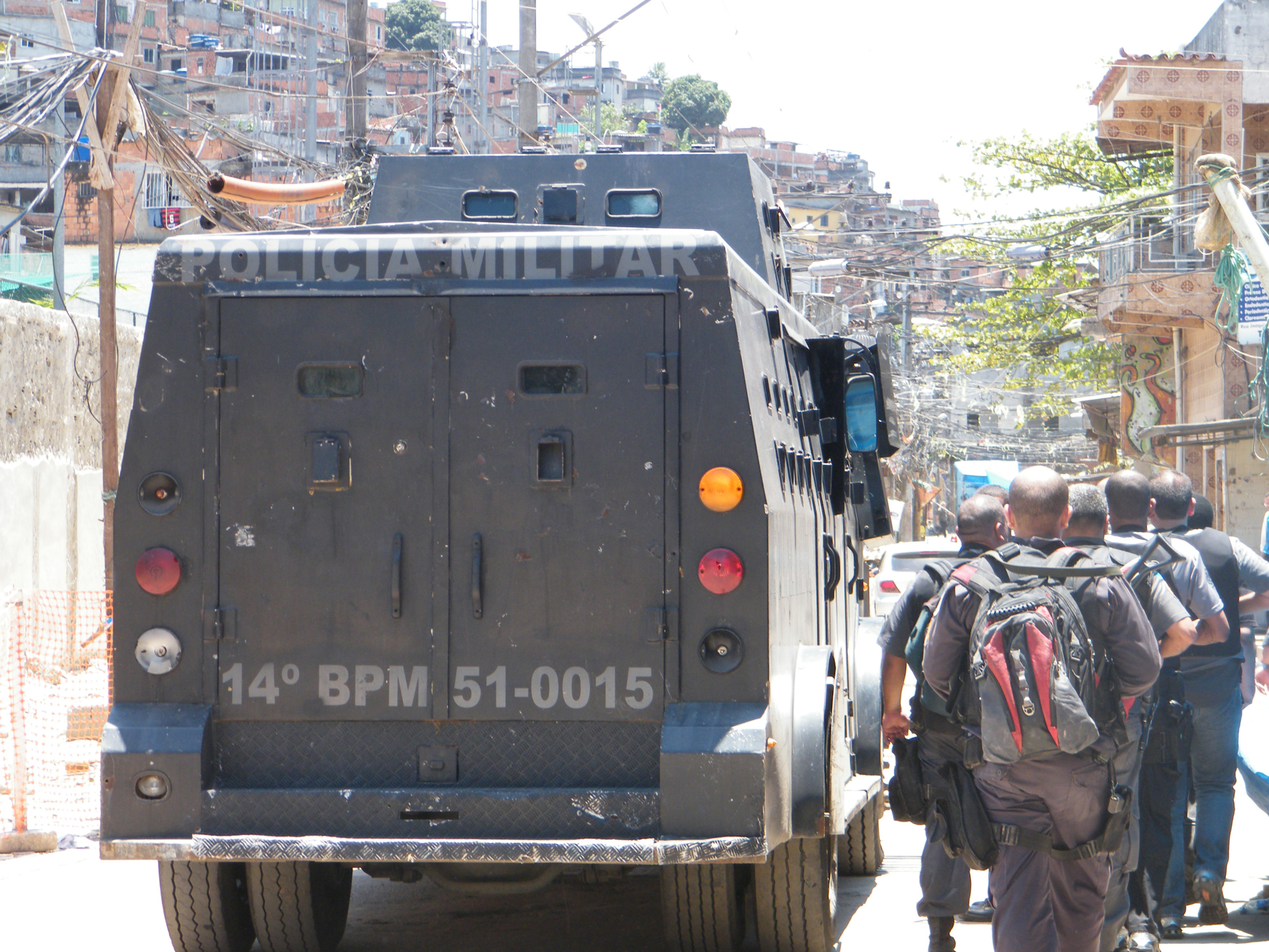
Viatura blindada da PMERJ.

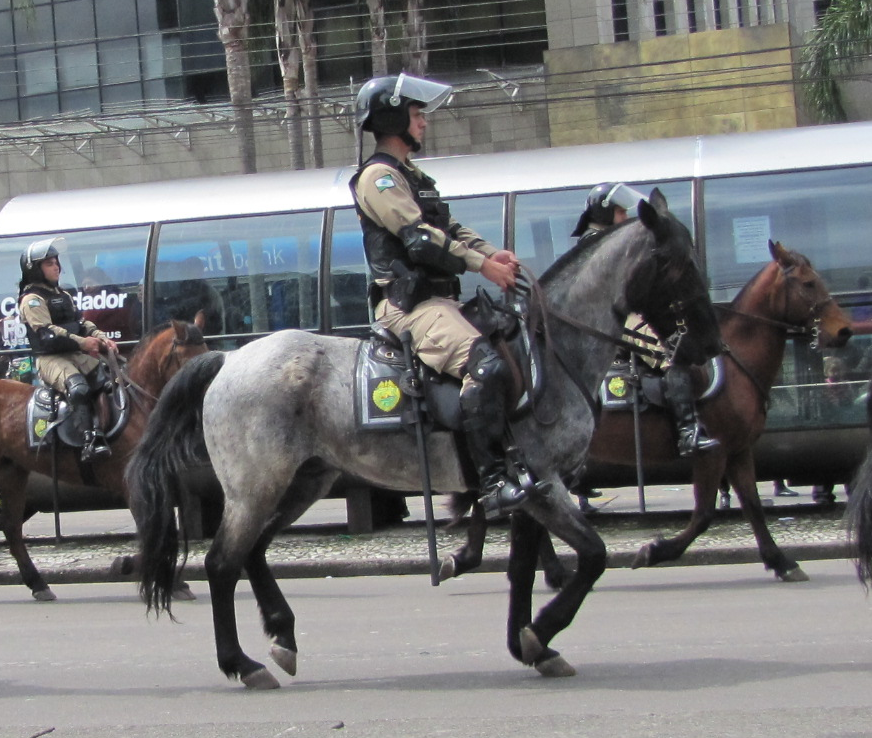
Regimento de Polícia Montada (RPMon) PMPR.

Com o fim do governo militar na década de 1980, as polícias militares voltaram-se para o objetivo de recompor suas próprias identidades, fortemente marcadas pela imagem da repressão dos dois longos períodos de regime de exceção (de 1930 a 1945, e de 1964 a 1985). Passou-se a investir numa reaproximação com a sociedade; tentando-se recuperar antigas modalidades de policiamentos, e desenvolver outras novas.
Atualmente dois programas têm merecido especial atenção nas polícias militares.

### Policiamento Comunitário
Polícia comunitária é uma filosofia e uma estratégia organizacional que proporciona uma parceria entre a população e a polícia. Baseia-se no princípio de que tanto a polícia quanto a comunidade devem trabalhar juntas para identificar, priorizar e resolver problemas como crimes, drogas, medos, desordens físicas, morais e até mesmo a decadência do ambiente. Com o objetivo de melhorar a qualidade geral de vida de todos, o policiamento comunitário baseia-se na premissa de que os problemas sociais terão soluções cada vez mais efetivas, na medida em que haja a participação de todos na sua identificação, análise e discussão.

### PROERD

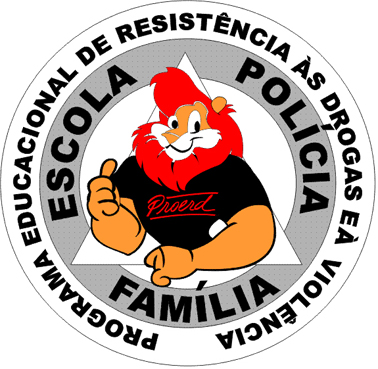
Emblema do PROERD.

Programa Educacional de Resistência às Drogas e à Violência, que tem por base o D.A.R.E. (Drug Abuse Resistance Education), criado pela professora Ruth Rich, em conjunto com o Departamento de Polícia de Los Angeles, EUA, em 1983. No Brasil o programa chegou em 1992 através da Polícia Militar do Estado do Rio de Janeiro; sendo que desde 2002 se encontra em aplicação em todas as polícias militares do país. O programa é pedagogicamente estruturado em lições, ministradas obrigatoriamente por um policial militar fardado. Além da sua presença física em sala de aula como educador social, propicia um forte elo de ligação na comunidade escolar em que atua, estabelecendo uma sólida base de apoio no trinômio: Polícia Militar, Escola e Família.

### Estrutura operacional
As polícias militares estão estruturadas operacionalmente em comandos intermediários (de área ou de policiamento especializado), batalhões, companhias e pelotões. Os batalhões são baseados nos municípios ou bairros com maior densidade populacional nas grandes cidades, e suas companhias e pelotões são distribuídos de acordo com a critérios sociais e econômicos nas cidades e bairros circunvizinhos. Estes últimos também são subdivididos em destacamentos ou postos de policiamento, que facilitam o desdobramento do policiamento em regiões distantes e com pouca densidade. A polícia montada está organizada em regimentos, divididos em esquadrões e pelotões.

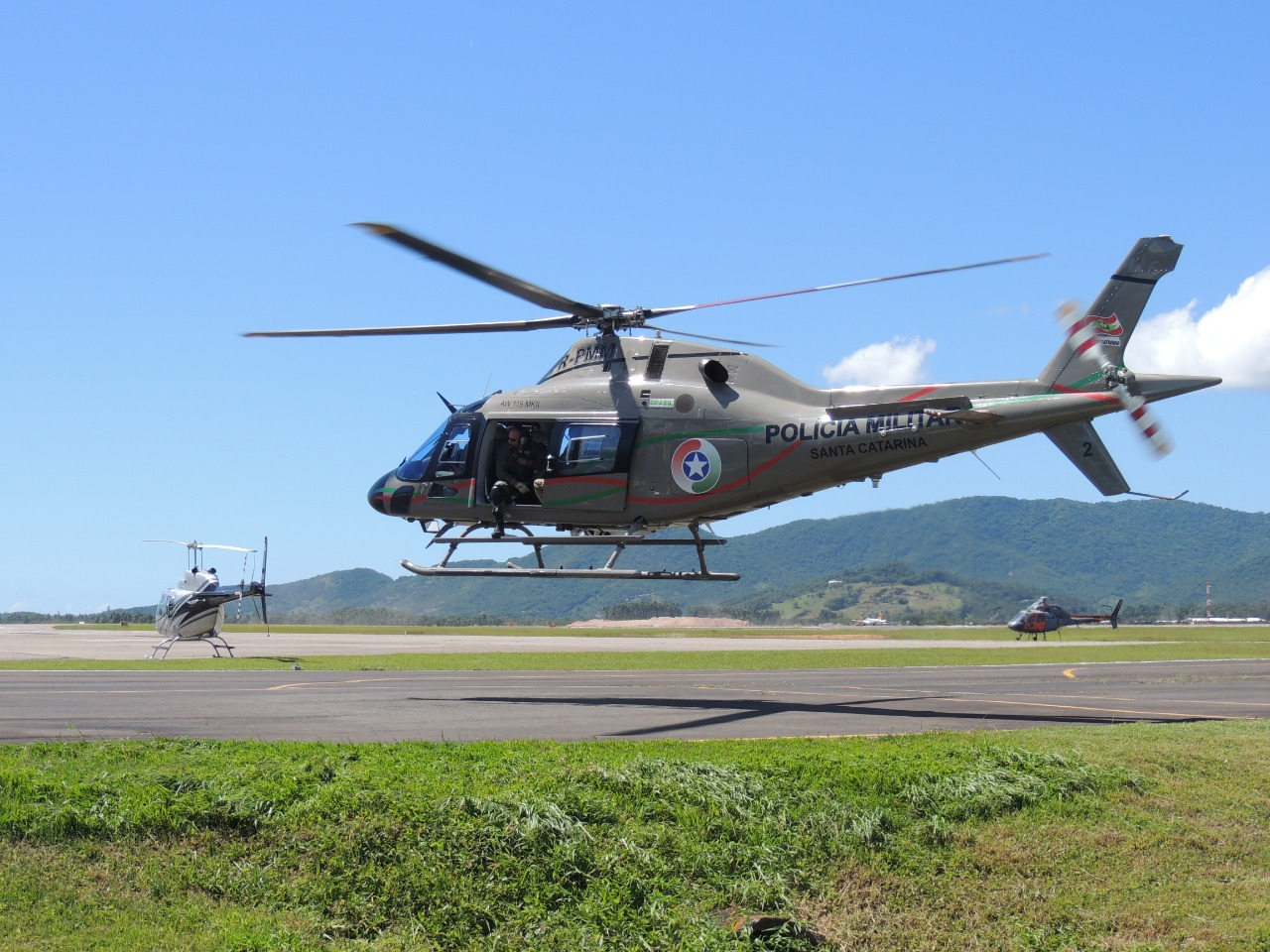
Helicóptero Águia da PMSC.

Em escala decrescente, a estrutura operacional se subordina da seguinte forma:
- Comando de Policiamento de Área (CPA) ou Região de Polícia Militar (RPM);
  - Batalhão de Polícia Militar (BPM);
    - Companhia de Polícia Militar (Cia PM);
      - Pelotão de Polícia Militar (Pel PM);
        - Grupo de Polícia Militar (Gp PM), Destacamento de Policiamento Ostensivo (DPO) ou de Polícia Militar (DPM);
          - Posto de Policiamento Comunitário (PPC) ou Base de Policiamento Comunitário (BPC).

Existem ainda outras denominações intermediárias, tais com: Grupamentos Especiais, guarnições e também Companhias Independentes de Polícia Militar (CIPM ou Cia PM Ind) que estão no mesmo nível de autonomia administrativa dos batalhões, tendo, entretanto, efetivo e áreas de policiamento menores.

### Uniformes

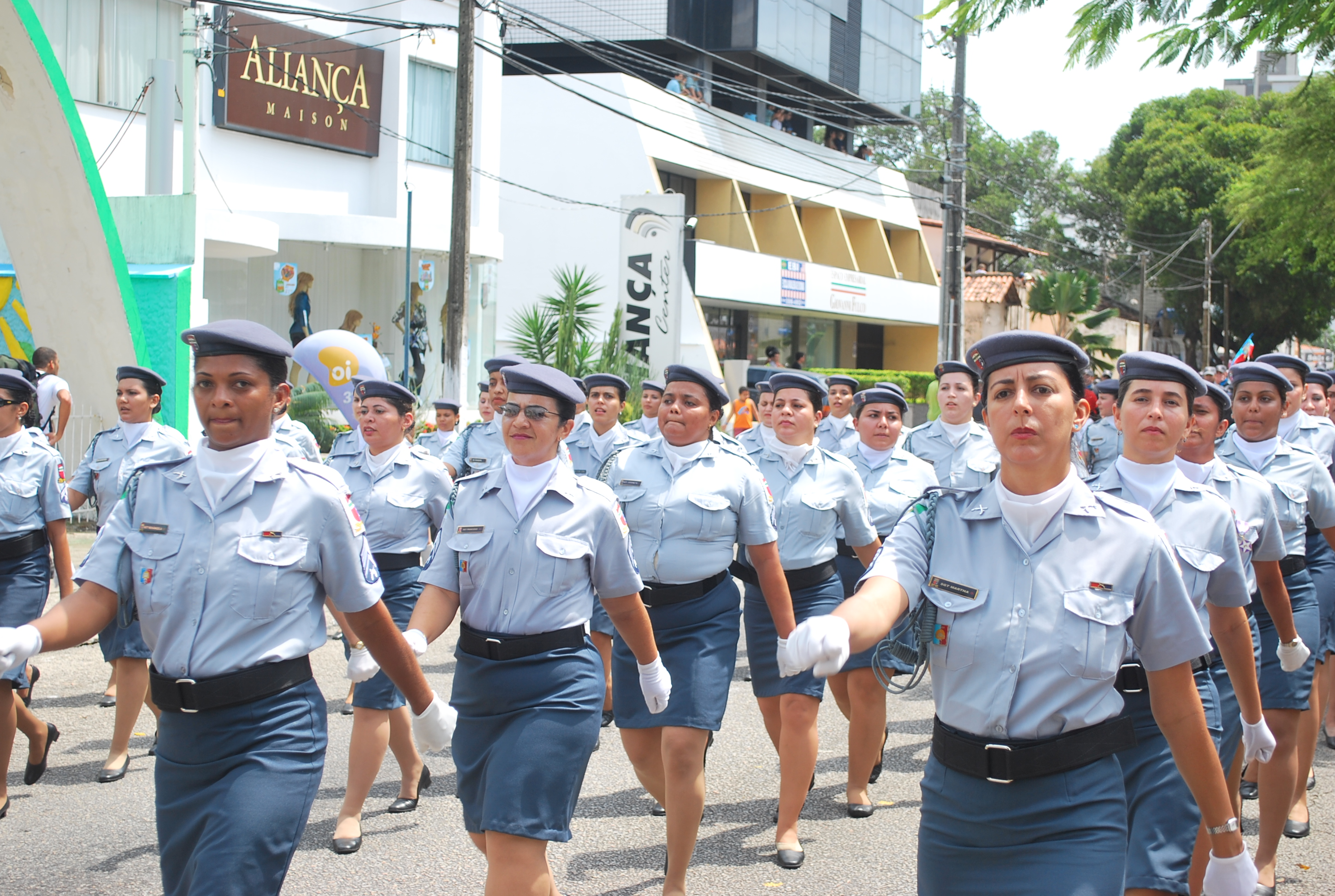
Companhia de Policia Feminina da Polícia Militar do Estado do Rio Grande do Norte

As forças armadas brasileiras herdaram muitas das tradições militares portuguesas, e durante o período do império e parte da República, com poucas exceções, as polícias militares utilizaram uniformes azuis (azul ferrete).
Em 1903, o Exército Brasileiro adotou o uniforme caqui; sendo então copiado pelas PMs.
Em 1934, o Ministério da Guerra determinou, obrigatoriamente, a cor cáqui para todas as forças de reserva militar (PMs e Tiros de Guerra). Após a Segunda Guerra Mundial as polícias militares adquiriram autonomia para escolher as cores de seus próprios uniformes, entretanto, a maioria optou por permanecer com o cáqui.
Durante o regime militar, em 1976, a IGPM sugeriu que as PMs adotassem a cor azul petróleo (a cor do fardamento da Polícia Militar do Distrito Federal). Por esse motivo algumas PMs mudaram seus uniformes. Atualmente a cor cáqui, com variações para o bege, e a cor azul, com variações do cinza ao azul escuro, são as principais cores dos uniformes das polícias militares brasileiras.
- Polícias militares com uniformes cáqui:

BMRS, PMAC, PMAL, PMBA, PMGO, PMMG, PMPB, PMPR, PMPE, PMPI, PMSC, e PMTO.
- Polícias militares com uniformes azuis:

PMCE, PMAP, PMAM, PMDF, PMES, PMMA, PMMS, PMMT, PMPA, PMERJ, PMRN, PMRO, PMRR, PMSE, e PMESP.
Observação: Isso se aplica somente aos uniformes de serviço. Os fardamentos de gala, passeio, cerimoniais e outros possuem características próprias em cada uma das corporações.

### Telefone de emergência
Em todo o Brasil, o número do telefone de emergência é único e gratuito.
Para solicitar o auxílio da Polícia Militar basta discar UM (1), NOVE (9) , ZERO (0).

### Hierarquia
As polícias militares possuem, em regra, a mesma classificação hierárquica do Exército Brasileiro, com modelos diferenciados de insígnias. Porém, algumas corporações promoveram a supressão legal de alguns graus hierárquicos.

### Modalidades de policiamento

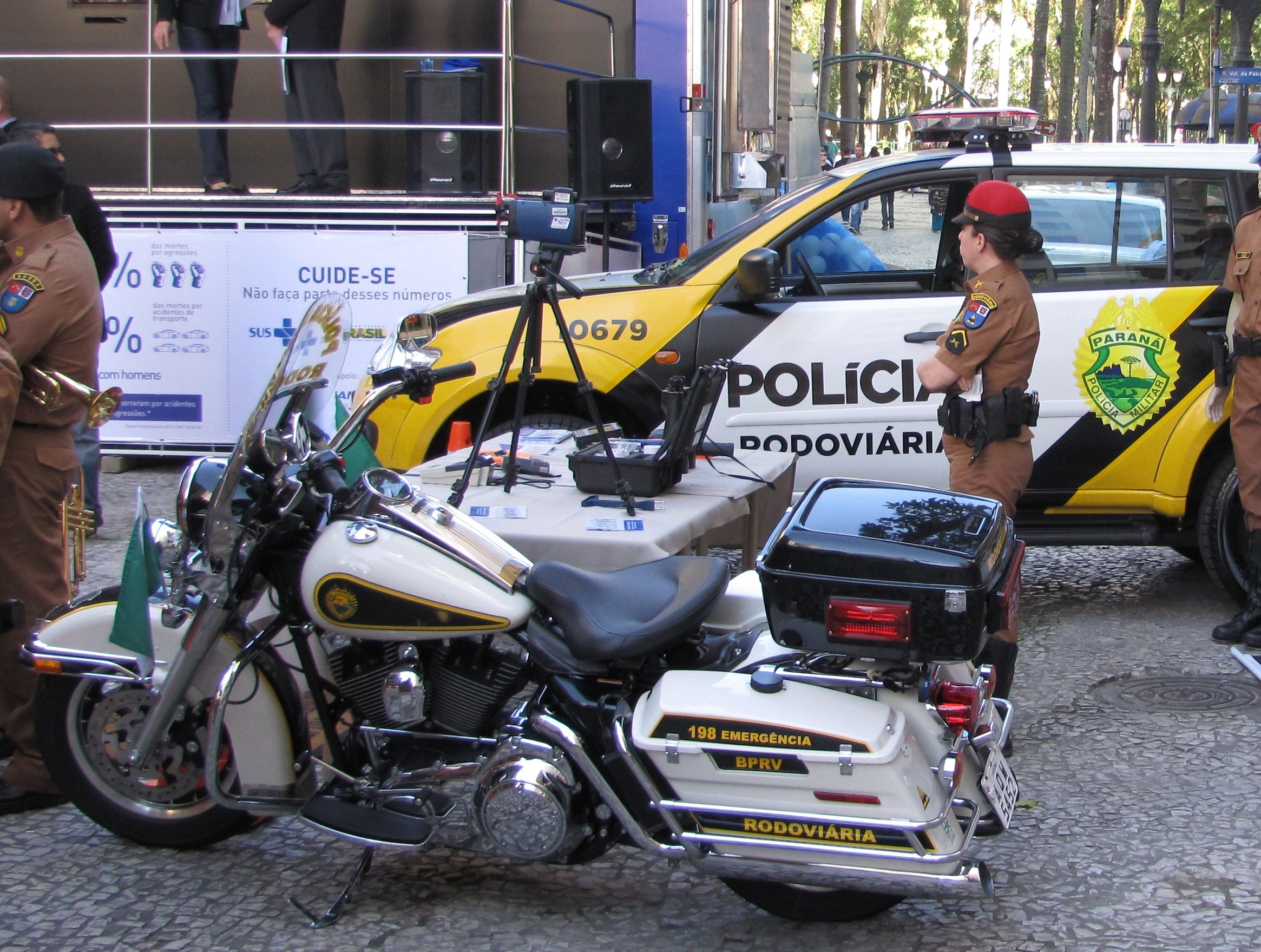
Policial feminina junto a motocicleta no Paraná

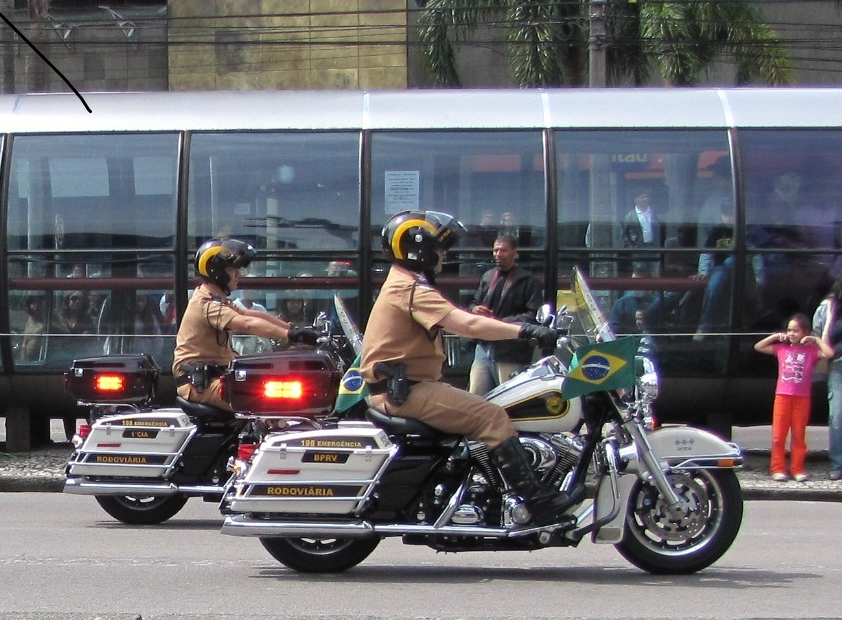
Policiamento Rodoviário da Polícia Militar do Paraná

- Aéreo

Com helicópteros:
- Salvamentos e resgate
- Acompanhamento tático e policiamento ostensivo em geral
Com aviões: 
- Patrulhamento ambiental
- Transporte de emergência
- Ambiental - prevenção e repressão a crimes ambientais
- Rural - patrulhamento das zonas rurais
- Com cães:

- Combate ao tráfico de drogas (cães farejadores)
- Controle de distúrbios civis
- Resgate de pessoas perdidas, soterradas, etc.

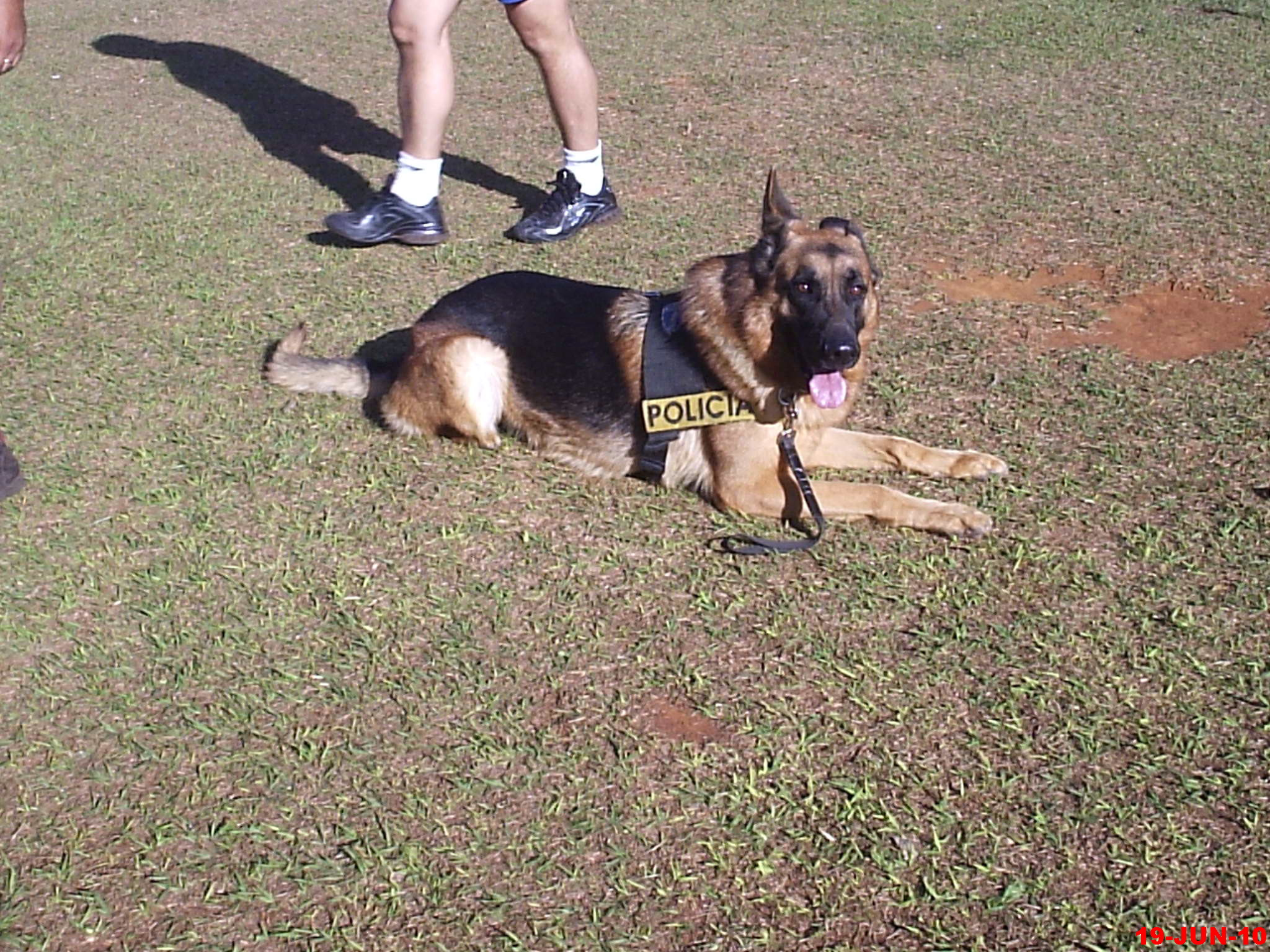
Cão farejador da Polícia Militar de Sertãozinho, 43° BPM/I PMESP.

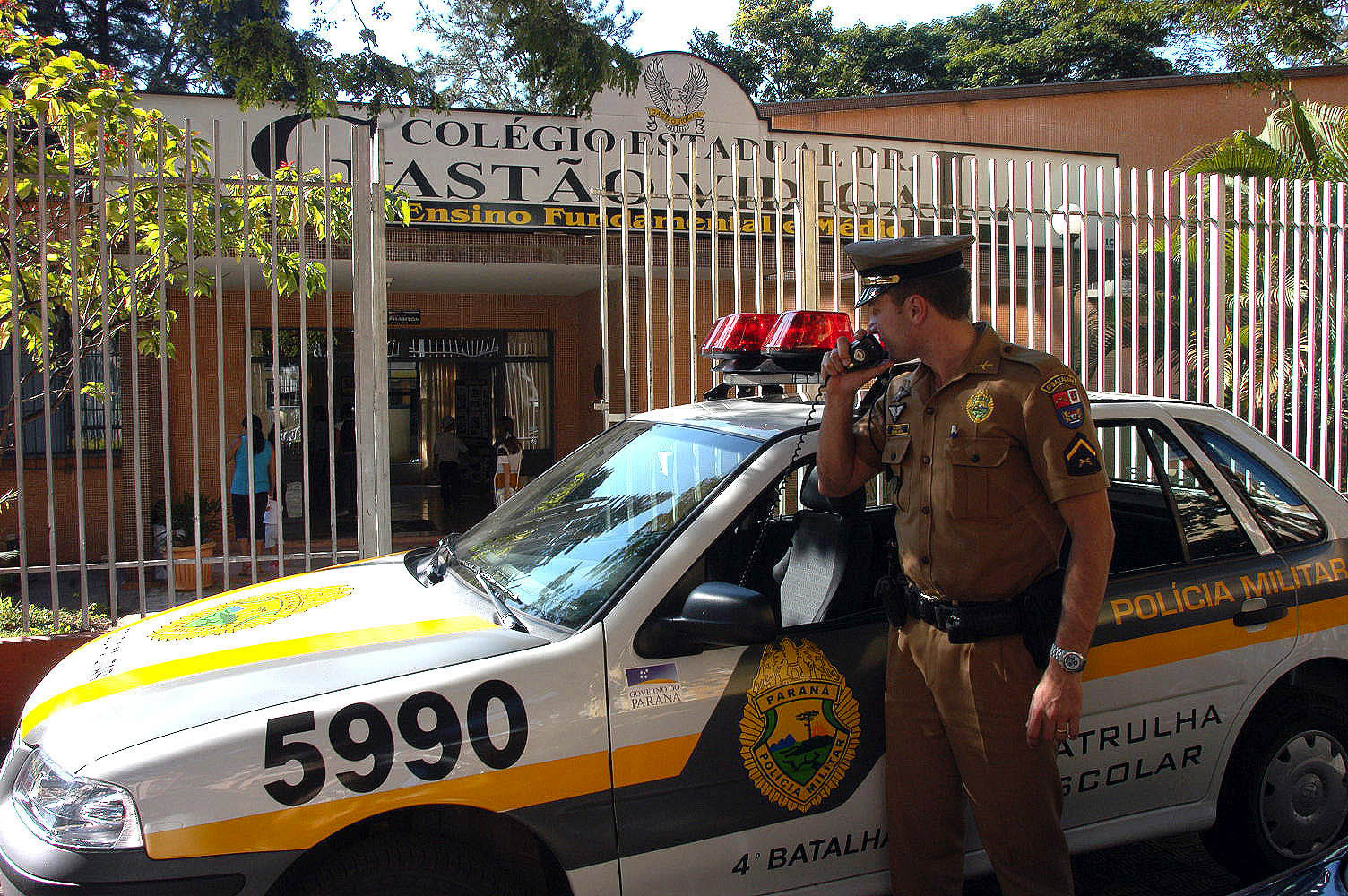
Patrulha escolar PMPR.

- De choque - restabelecimento da ordem social
- De guarda - segurança a presídios, consulados, prédios públicos, etc.
- Escolar - segurança às escolas e universidades
- Escolta - proteção especial a pessoas ou bens
- Ferroviário - segurança em trens e estações ferroviárias
- Fluvial, lacustre e marítimo - patrulhamento com embarcações
- Motorizado - patrulhamento com veículos automóveis e motocicletas
- Ostensivo a pé - patrulhamento básico, em geral com o uso de radiotransmissores
- Rodoviário - controle do trânsito em estradas rodoviárias
- Turístico - segurança e apoio a turistas
- Montado - destinado principalmente a patrulhamento de parques, áreas rurais, regiões de acesso restrito, etc.Viatura do Batalhão de Polícia Militar Ambiental da PMPR.

- Controle de distúrbios civis

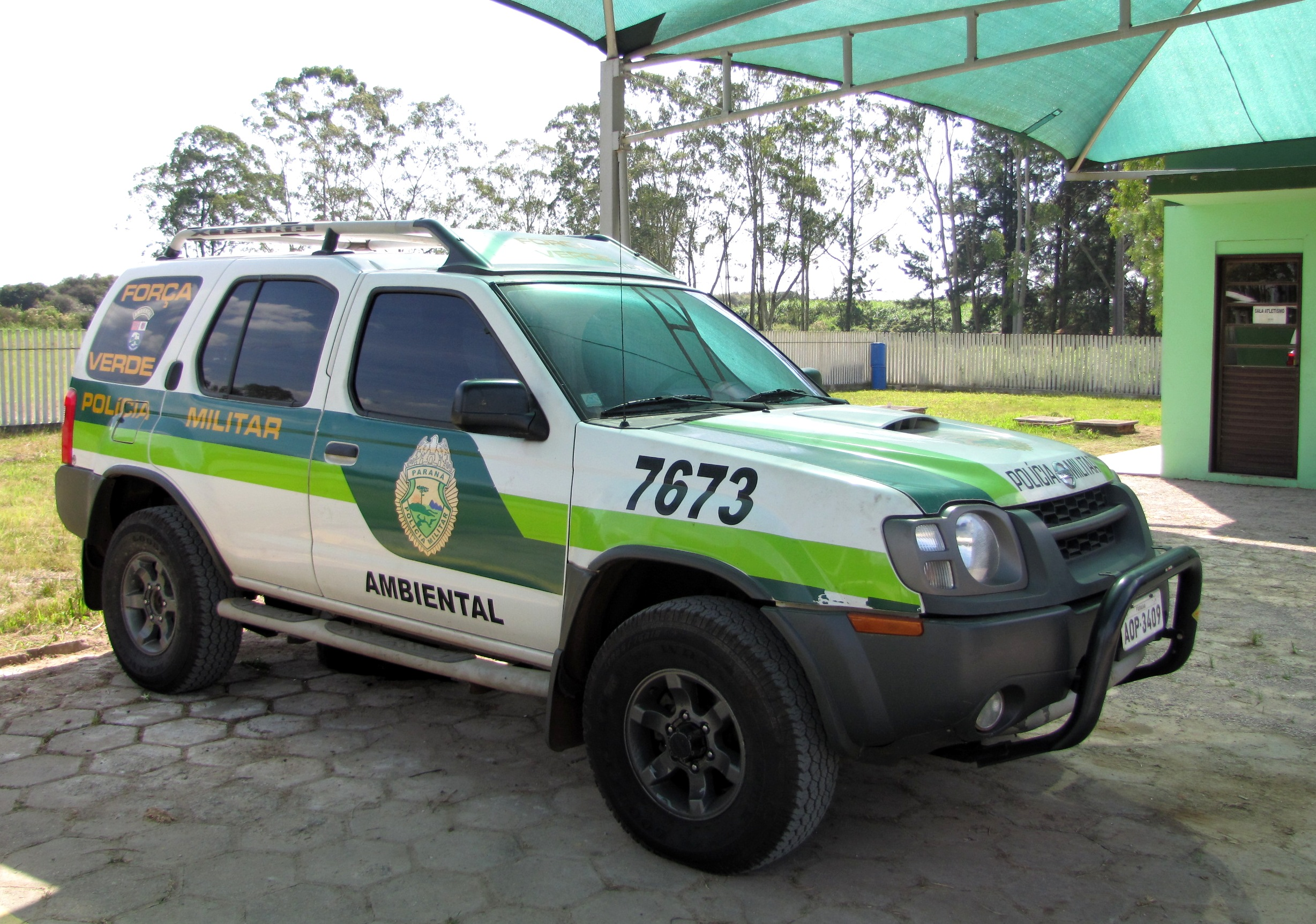
Viatura do Batalhão de Polícia Militar Ambiental da PMPR.

- Policiamento de trânsito - policiamento e controle do trânsito urbano e em vias sob competência estadual
- Velado - desuniformizado e descaracterizado, para a preservação da ordem pública

## Propostas de fim da polícia militar ou desmilitarização das polícias
Na reunião do Conselho de Direitos Humanos das Nações Unidas do dia 30 de maio de 2012, o Brasil recebeu 170 recomendações para a melhoria dos direitos humanos no país. Dentre estas está a de abolir a polícia militar, pois, de acordo com o relatório, a polícia militar é "acusada de execuções sumárias e de violações (de direitos humanos)" dito pelo governo da Dinamarca e que seu serviço é caracterizado como "esquadrões da morte" frisado pela Coreia do Sul e Austrália. O Brasil acatou 159 das 170 recomendações (94% do total) e não incluiu o fim da polícia militar por ser um órgão cuja existência está na constituição federal.
Em 2013, a polêmica ressurgiu pois durante os protestos no Brasil em 2013 os manifestantes foram alvos de repressão policial. Sobre a conduta da polícia militar nos Protestos no Brasil em 2013 uma audiência foi feita na Organização dos Estados Americanos. Há outros episódios como o de tortura do Pedreiro Amarildo, conhecido como Caso Amarildo, e os diversos casos de abusos por parte dos policiais militares durante a greve dos professores da rede pública do Rio de Janeiro em outubro de 2013. Há também registros de casos de alteração da "cena do crime".

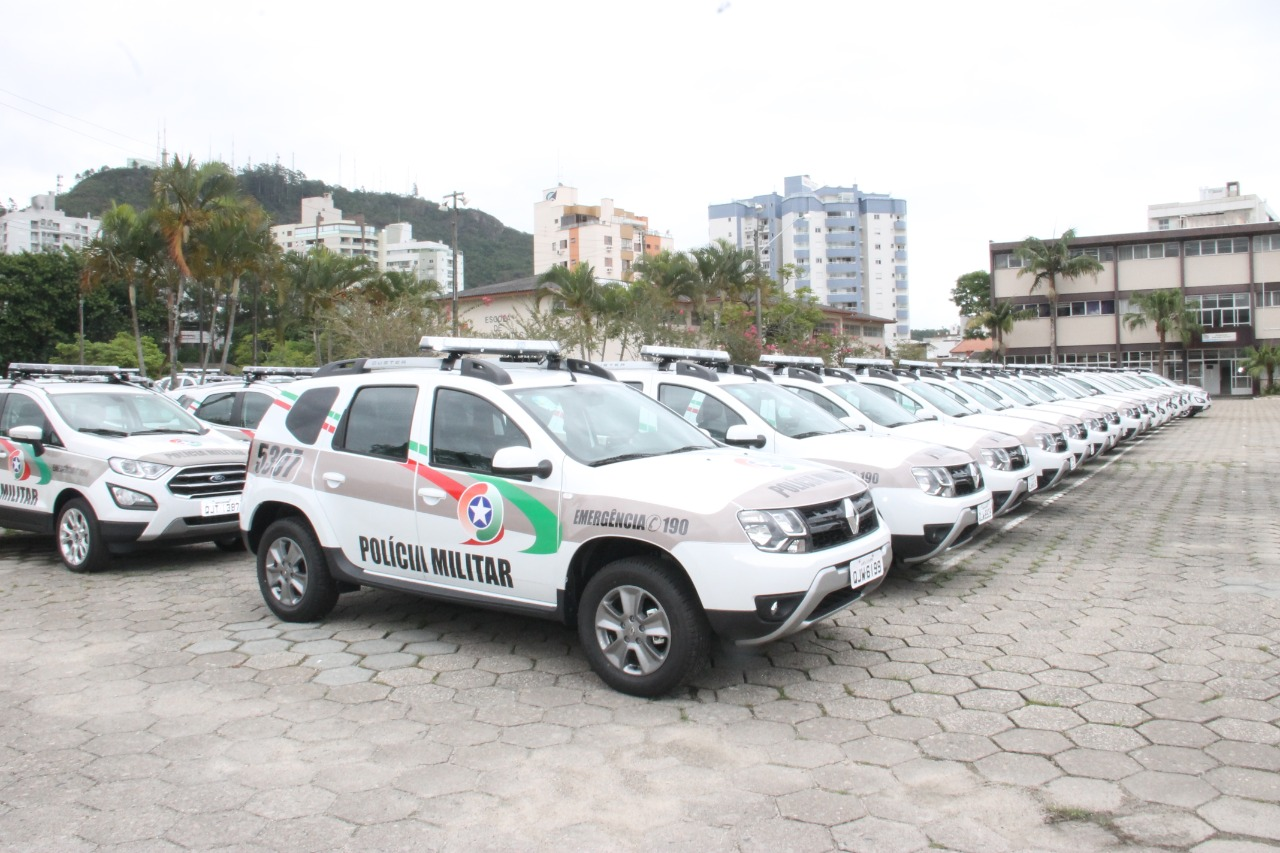
Viaturas da PMSC.

Em 2015, novos casos de abusos e excessos cometidos pela polícia militar são tornados conhecidos. Durante um protesto realizado pelos professores do estado do Paraná em 29 de abril de 2015, a polícia militar agiu com força desproporcional contra os manifestantes, disparando 20 tiros por minuto. Em Minas Gerais, nas comemorações de 7 de setembro de 2015, a polícia militar usou do excesso de força contra manifestantes em Diamantina. e em Montes Claros 
Em 2016, a Polícia Militar entrou em choque em Belo Horizonte contra o bloco carnavalesco "Bloco da Bicicletinha", atacando foliões, derrubando e atropelando bicicletas e usando bombas de gás e balas de borracha contra um enorme grupo de ciclistas que seguia pacificamente pelo centro da capital. A abordagem começou a partir de um atropelamento de um ciclista por uma viatura militar. Segundo a versão policial, o folião teria jogado sua bicicleta contra o para-choque da viatura e ela teria então ido parar debaixo do carro que se encontrava parado.
Partidos como o PCO (Partido da Causa Operária) e o seu presidente, Rui Costa Pimenta, defendem o fim da Polícia Militar, afirmando que a instituição é uma máquina de repressão do estado contra as classes mais pobres da população, sendo utilizada para defender as classes mais altas e a elite. Critica ainda o alto número de suicídios de agentes na corporação, e que a maioria dos mortos pela PM são jovens e negros, que acabam entrando para o crime por serem marginalizados da sociedade.

## Patrono nacional das polícias militares
O patrono nacional das polícias militares é Joaquim José da Silva Xavier, o Tiradentes. Ele nasceu no distrito de Pombal, no atual estado de Minas Gerais.
Foi Alferes de milícia, e comandante do destacamento de Dragões na patrulha do Caminho Novo, estrada que servia como rota de escoamento da produção mineradora da Capitania das Minas Gerais ao porto do Rio de janeiro. Participou do movimento denominado Inconfidência Mineira, e foi executado em 21 de abril de 1792, data em que se comemora o "Dia da Polícia Militar" no Brasil (e, em alguns estados, também o da Polícia Civil). Tiradentes é considerado Patrono Cívico, sendo a data de sua morte, 21 de abril, feriado nacional. Seu nome consta no Livro de Aço do Panteão da Pátria e da Liberdade, como Herói Nacional do Brasil.

## Missões de paz da ONU
Atualmente existem hoje dezessete missões de paz espalhadas pelo mundo envolvendo milhares de pessoas; sendo que cerca de cem mil são militares. E o aumento da demanda nas Nações Unidas pelas operações de paz veio acompanhada do aumento da sua complexidade e que essas operações se tornaram mais desafiadoras necessitando de membros mais especializados e melhor treinados. Como exemplo: o Haiti não tem um exército próprio, cabendo à Polícia Nacional a função de garantir a segurança não apenas para os civis, mas também nas fronteiras. Argentina, Chile, Colômbia e México têm enviado contingentes de policiais para o Haiti.
Efetivo atual (2013) de policiais militares brasileiros em missões de paz da ONU.
MINUSTAH (Mission des Nations Unies pour la stabilisation en Haïti) - Haiti
- Polícia Militar do Distrito Federal - 03 (duas policiais femininas)
- Polícia Militar de Pernambuco - 01
- Polícia Militar do Estado do Rio de Janeiro - 02
- Polícia Militar do Estado de Sergipe - 01

UNMIS (United Nations Mission in Sudan) - Sudão
- Polícia Militar de Alagoas - 01
- Brigada Militar do Rio Grande do Sul - 01
- Polícia Militar do Estado do Rio de Janeiro - 01
- Polícia Militar de Santa Catarina - 01
- Polícia Militar do Estado de São Paulo - 02 (duas policiais femininas)
- Polícia Militar do Paraná - 01

UNIOGBIS (United Nations Integrated Peacebuilding Office in Guinea-Bissau) - Guiné-Bissau
- Polícia Militar do Paraná - 02

ONUMOZ (United Nations Mission in Mozambique) - Moçambique
- Polícia Militar do Estado do Rio de Janeiro - 02
- Policia Militar do Estado de Sergipe - 03 policiais

UNAMET (United Nations Mission in East Timor) - Timor-Leste
- Polícia Militar do Estado do Rio de Janeiro - 02

UNPROFOR (United Nations Protection Force) - Croácia e Bósnia e Herzegovina
- Brigada Militar do Rio Grande do Sul - 05

No Brasil, o controle sobre a participação de policiais militares e civis em operações de paz está sob o comando do Ministério da Defesa, mas existe um projeto que transfere esse controle para a Secretaria Nacional de Segurança Pública (Senasp), que é ligada ao Ministério da Justiça.

A Polícia Militar do Estado de Sergipe, para fins de exemplo, iniciou sua presença em Missões de Paz das Nações Unidas, no ano de 1994, com a ONUMOZ (Missão das Nações Unidas em Moçambique), da qual participaram três oficiais, os tenentes Adeilson Barros Meira, Abiner Lobo e Aristóteles Macedo Filho, cujo mandato consistia, entre outros serviços, o de monitorar o trabalho desenvolvido pela polícia moçambicana, verificação do processo eleitoral e verificar o cumprimento de o Acordo Geral de Paz que pôs fim a uma guerra civil de 16 anos.

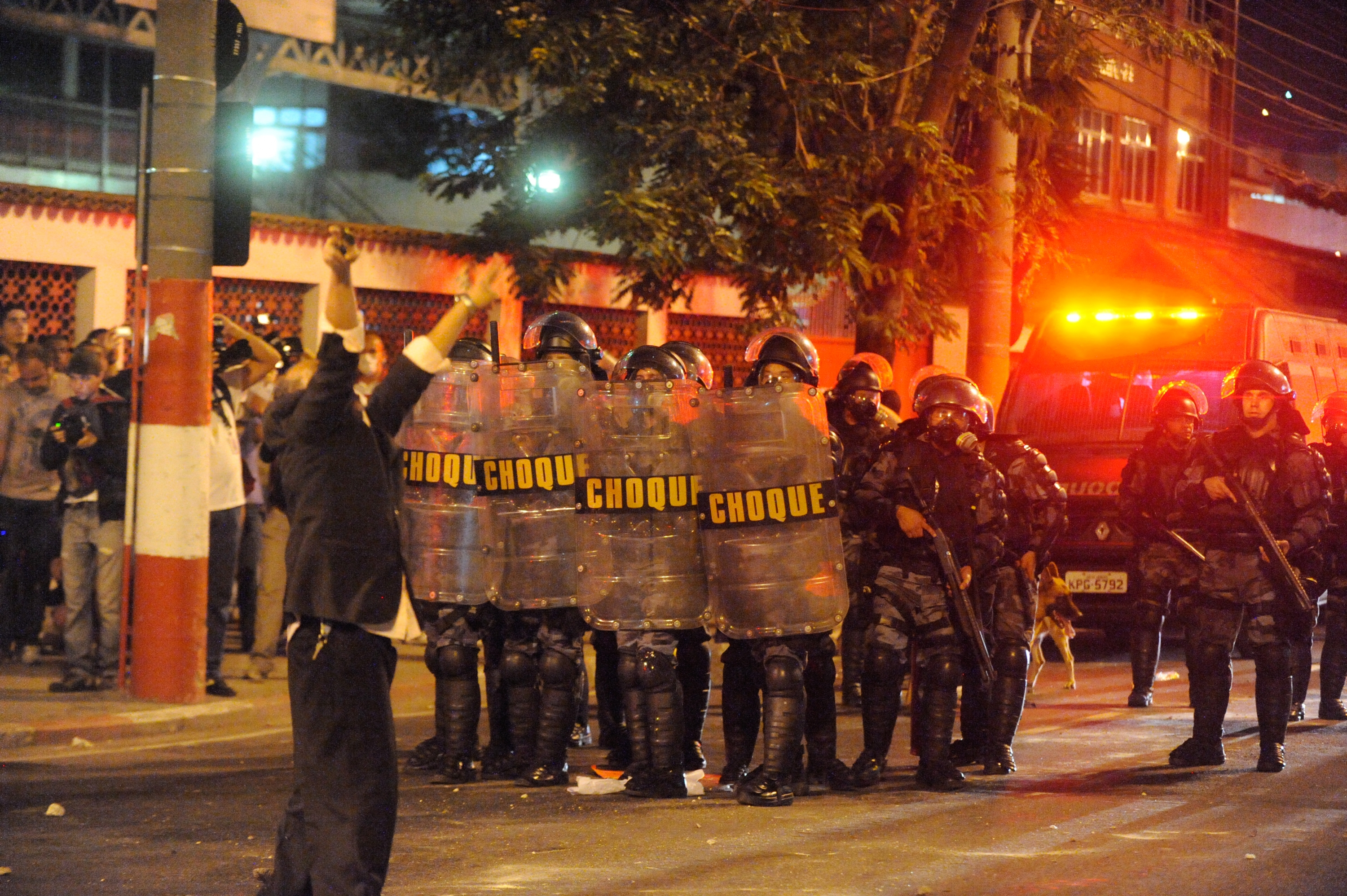
Tropa de choque da PMERJ em ação.

## Má conduta
Entre 2010 e 2013 foram denunciados uma série de casos de abusos sexuais de crianças e adolescentes em colégios da Polícia Militar. O pai de uma aluna que foi abusada no Colégio Tiradentes de Montes Claros disse que dentre um professor de Educação Física, "um vice-diretor da instituição conhecido pelo nome de Cássio também aliciou diversas estudantes na escola, mas já foi excluído do educandário. Há informações também de que um sargento da PM, que trabalhava na escola, usava do poder de polícia para aliciar as adolescentes (...) possivelmente existe uma rede de pedofilia na instituição militar, onde diversos funcionários faziam de conta que nada de anormal estava acontecendo." Na mesma rede de colégios, porém em SantoÂngelo, no Rio Grande do Sul, o pai de uma aluna de 15 anos disse que "Ela estava sendo assediada dentro do Colégio Tiradentes por um sargento (...) os abusos ocorreram em pelo menos cinco ocasiões. Os atos de violência aconteceram dentro e fora da instituição". Um soldado da PM denunciou que seu filho de 12 anos, estudante do Colégio Militar de São Paulo, era abusado sexualmente por um inspetor escolar que não estava registrado na Polícia Militar. O pai do aluno questionou: "São 10 mil alunos nos colégios da PM. Quem garante que isso é um caso isolado, que nunca aconteceu? A criança fica constrangida a denunciar". Em 2019, diversos professores de colégios militares de Manaus foram afastados após denúncias formais serem feitas na Seduc.